# Ezinqoleni

Gemeindegebiet bis 2016

Ezinqoleni (auch Izinqoleni, davor Ezingoleni, englisch Ezinqoleni Local Municipality) war eine Gemeinde im Distrikt Ugu, Provinz KwaZulu-Natal in Südafrika. Sitz der Gemeindeverwaltung war Izingolweni. Makhosezwe Amon Mpisi war der letzte Bürgermeister. Der ANC stellte zuletzt die Mehrheit im Gemeinderat.
2011 hatte die Gemeinde laut Volkszählung 52.540 Einwohner. 
2016 fusionierte die Gemeinde nach den Regionalwahlen mit der Hibiscus Coast Gemeinde zur neugegründeten Gemeinde Ray Nkonyeni.

## Namensgebung
Ezinqoleni ist ein isiZulu-Wort mit der Bedeutung ‚bei den Wagen‘. Um 1870 entstand hier ein Rastplatz zwischen der Küste und dem Hinterland. Der Frachtverkehr zu dieser Zeit erfolgte durch Fuhrwerke, die von Eseln und Maultieren gezogen wurden. Weil die weißen Einwanderer dieses Wort nicht richtig aussprachen, wurde später der Name zu Izinqoleni geändert. Bei der Errichtung der Gemeinde wurde entschieden, den korrekten, ursprünglichen Namen für die Gemeinde zu verwenden. Die falsche Schreibung des Namens blieb im Fall des späteren Verwaltungssitzes der Gemeinde erhalten.

## Geografie
Ezinqoleni lag im Südwesten des Distrikts und grenzte im Süden an die Gemeinde Mbizana in der Provinz Ostkap. Im westlich lag die damalige Gemeinde Hibiscus Coast, östlich uMuziwabantu und nördlich Umzumbe (Gemeinde). Sie war die kleinste Gemeinde im Distrikt Ugu. Die Gemeinde deckt ein Gebiet von 648 Quadratkilometern ab. Die wichtigsten Orte in der Gemeinde waren Izingolweni, Nqabeni und Paddock.

## Städte und Orte
- Ezinqoleni (Izingolweni)

## Wirtschaft
Die Gemeinde lag in einem hügeligen und von Gewässern durchzogenen Gebiet. Zu den landschaftlichen Sehenswürdigkeiten gehörten die Schlucht Oribi Gorge mit dem Oribi Gorge Nature Reserve. Allerdings wurde durch die Topografie der Zugang zu den touristisch interessanten Gebieten erschwert. Insbesondere während der Regenzeit waren einzelne Gebiete nicht zugänglich. Beinahe die Hälfte des Gemeindegebiets unterstand dem Ingonyama Trust.
Das wichtigste wirtschaftliche Standbein der Gemeinde war die Landwirtschaft. Es wurden hauptsächlich Zuckerrohr, Tee und Macadamia-Nuss angebaut.